# Ахмад ібн Асад
Ахмад (помер 864/865) — саманідський правитель Фергани (819-865) й Самарканда (851-865).

## Правління
819 року Ахмад отримав з рук халіфа аль-Мамуна — губернатора Хорасану, владу над містом Фергана. Такий жест став подякою халіфа за підтримку в придушенні повстання Рафі ібн Лейта. Після смерті брата Нуха, який правив у Самарканді, Ахмад разом з іншим своїм братом Ях'я, отримав в управління також і Самарканд. На момент смерті Ахмада до складу його володінь входили більша частина Мавераннахру, Бухара та Хорезм. Владу в Самарканді по смерті батька успадкував Наср I, а в Шаші — Якуб, інший син Ахмада.